# Tautalo (Ort)
Tautalo ist ein osttimoresischer Ort im Suco Hatuquessi (Verwaltungsamt Liquiçá, Gemeinde Liquiçá). Das Dorfzentrum liegt im Nordwesten der Aldeia Tautalo in einer Meereshöhe von 646 m. Straßen verbinden Tautalo mit den Nachbarorten Caicoletohoho, Lebotatalelo und dem Nachbar-Suco Vatuvou. Südlich entspringt der Manobira, der zum Flusssystem des Lóis gehört.